# 볼보 B6
볼보 B6는 볼보버스가 1991년부터 1999년까지 생산했던 5.5리터급 중형 버스용 섀시이다. 볼보 B6LE라는 이름으로 로우-엔트리 저상버스 형식으로도 판매되었다.

## 엔진
TD63: 5478cc, 6기통 터보디젤 (1991년-1995년)
- TD63E - 132kW (180마력), 최대토크 520 Nm, 유로 1
- TD63ES - 154kW (210마력), 유로 1

D6A, 5478cc, 6기통 터보디젤 (1995년-1999년)
- D6A180 - 132kW (180마력), 최대토크 550 Nm, 유로 2
- D6A210 - 154kW (210마력), 최대토크 700 Nm, 유로 2